# Saka (suicidio)
Nell'India medievale il saka era l'omologo maschile del jauhar.

## Storia
Quando in occasione di assedi, le donne si immolavano sui roghi assieme ai loro figli (jauhar), per non cadere prigioniere dei nemici, il mattino seguente i loro uomini facevano saka. Dopo un bagno purificatore, indossavano delle vesti color zafferano, si spalmavano le ceneri delle loro mogli e dei loro figli sulla fronte e si mettevano una foglia di tulasī in bocca. Poi, si lanciavano a cavallo fuori dalla città per annientare i nemici o per essere annientati, similmente a quanto avveniva nell'antica Roma con la pratica della devotio.